# Asebis
Asebis is een geslacht van kevers uit de familie  
kniptorren (Elateridae).
Het geslacht is voor het eerst wetenschappelijk beschreven in 1895 door Candèze.

## Soorten
Het geslacht omvat de volgende soort:
- Asebis modiglianii Candèze, 1894